# كاستلوكيو دي ساوري
كاستلوكيو دي ساوري (بالإيطالية: Castelluccio dei Sauri)‏ هي بلدية في مقاطعة فودجا في إقليم بوليا الإيطالي.

## السكان
في سنة 1861 بلغ عدد السكان 791 نسمة، وتطور العدد ليصل في سنة 2011 لـ 2٬119 نسمة.
يظهر هذا المخطط البياني تطور النمو السكاني لـ كاستلوكيو دي ساوري